# Pietraferrazzana
Pietraferrazzana község (comune) Olaszország Abruzzo régiójában, Chieti megyében.

## Fekvése
A megye déli részén fekszik. Határai: Colledimezzo, Monteferrante és Villa Santa Maria.

## Története
Első írásos említése a 12. századból származik. A következő századokban nemesi birtok volt. Önállóságát a 19. század elején nyerte el, amikor a Nápolyi Királyságban felszámolták a feudalizmust. 1923 és 1963 között Colledimezzo része volt.

## Népessége
A népesség számának alakulása:

## Főbb látnivalói
- Santa Vittoria-templom